# 第146師団 (日本軍)
第146師団（だいひゃくよんじゅうろくしだん）は、大日本帝国陸軍の師団の一つ。
太平洋戦争の末期、1945年（昭和20年）1月20日に帝国陸海軍作戦計画大綱が策定された結果、本土決戦に備えるべく急造が決定した54個師団の一つであり、そのうちの第一次兵備として2月28日に編成が命じられた16個の沿岸配備師団の一つである。

## 師団概要

### 歴代師団長
- 坪島文雄 中将：1945年（昭和20年）4月1日 - 終戦

### 参謀長
- 矢野常雄 中佐：1945年（昭和20年）4月1日 - 終戦[1]

### 隷下部隊
- 歩兵第421連隊（熊本）：渡辺美邦大佐
- 歩兵第422連隊（都城）：守田利一郎中佐
- 歩兵第423連隊（鹿児島）：外園進大佐
- 歩兵第424連隊（熊本）：榊利徳中佐
- 第146師団砲兵隊
- 第146師団速射砲隊
- 第146師団輜重隊
- 第146師団通信隊
- 第146師団兵器勤務隊
- 第146師団野戦病院